# Кастна (Тистамаа)
Ка́стна (ест. Kastna küla) — село в Естонії, у волості Тистамаа повіту Пярнумаа.

## Населення
Чисельність населення на 31 грудня 2011 року становила 44 особи.

## Географія
Село розташоване на березі Ризької затоки.
Поблизу села проходить автошлях 101 (Аудру — Тистамаа — Нурмсі).

## Історичні пам'ятки

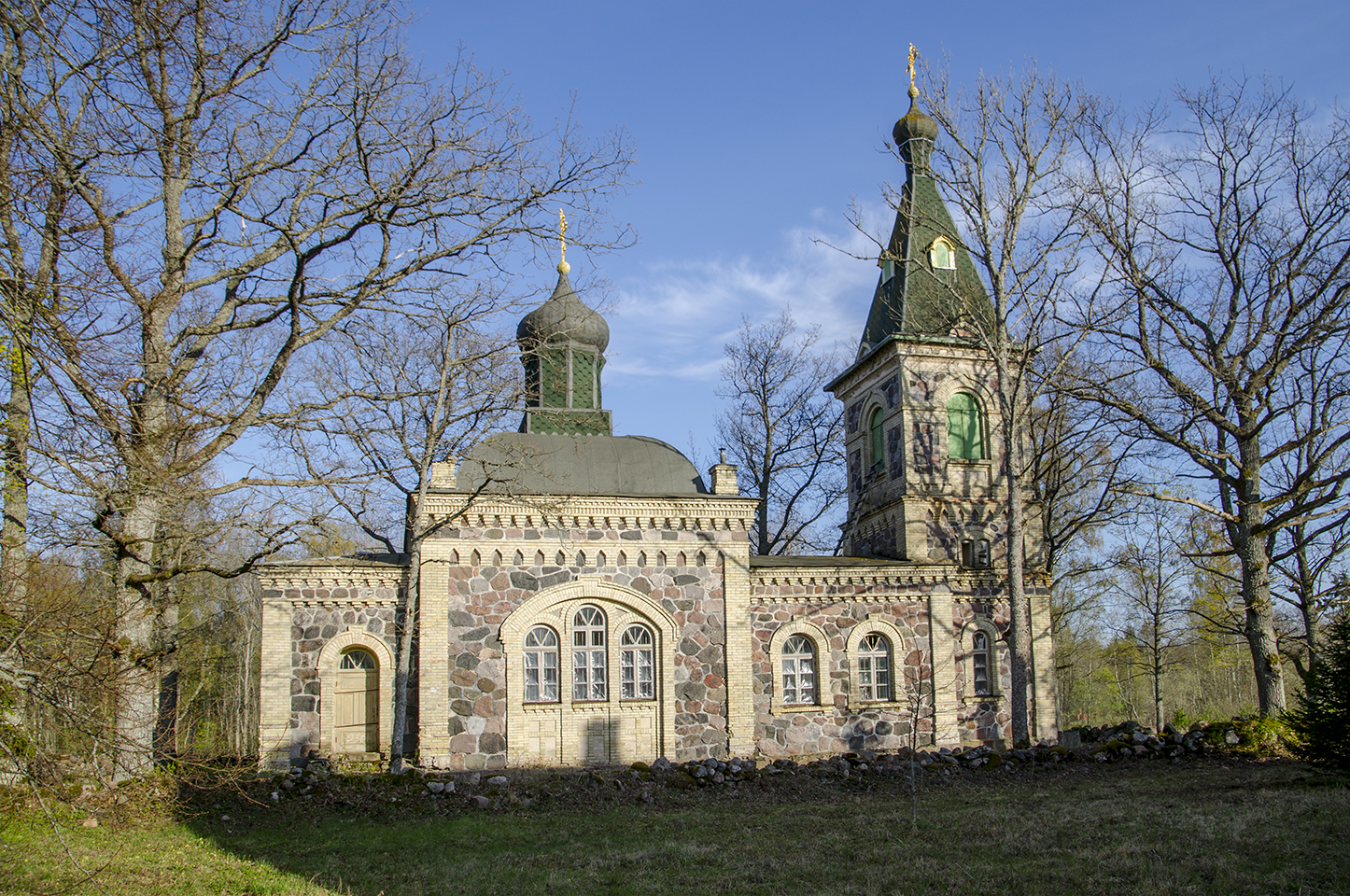
Церква Святого Арсенія

У 1904 році в селі була збудована церква Святого Арсенія (Kastna Püha Arseniuse kirik). Храм належить до Естонської Апостольсько-Православної Церкви.